# 乔汉王朝
喬漢王朝（英語：Chauhan dynasty），或譯兆漢、喬罕，也稱薩姆巴爾的喬漢人（Chauhans of Sambhar）、阿傑梅爾的喬漢人（Chauhans of Ajmer），是7-12世紀中印度的一個拉其普特人王朝，位於今天的拉賈斯坦邦，首都在薩姆巴爾，後遷阿傑梅爾。

## 歷史
喬漢人（Chauhan）是拉其普特人的一支，在瞿折羅-普臘蒂哈臘王朝衰落後建立了獨立的喬漢王朝，同時期的還有本德爾坎德地區的昌德拉王朝、摩臘婆地區的帕拉瑪拉王朝。喬漢王朝信仰印度教，長期與周邊鄰國作戰。11世紀開始，來自阿富汗的加兹尼王朝屢屢侵邊劫掠，喬漢王朝首當其衝。公元1186年，穆罕默德·古爾建立古爾王朝，兵鋒直指北印度，喬漢軍隊奮起抵抗。1191年，著名的普里色毗羅闍三世在第一次塔萊戰役中擊敗了穆罕默德·古爾，令其負傷遁逃。1192年，穆罕默德·古爾捲土重來，在第二次塔萊戰役中戰勝並俘虜了普里色毗羅闍三世，喬漢王朝滅亡。

## 歷代君主
- Chahamana，傳說中的君主
- Vasudeva，約6世紀
- Samantaraja，684-709年
- Naradeva，709-721年
- Ajayaraja I，721-734年

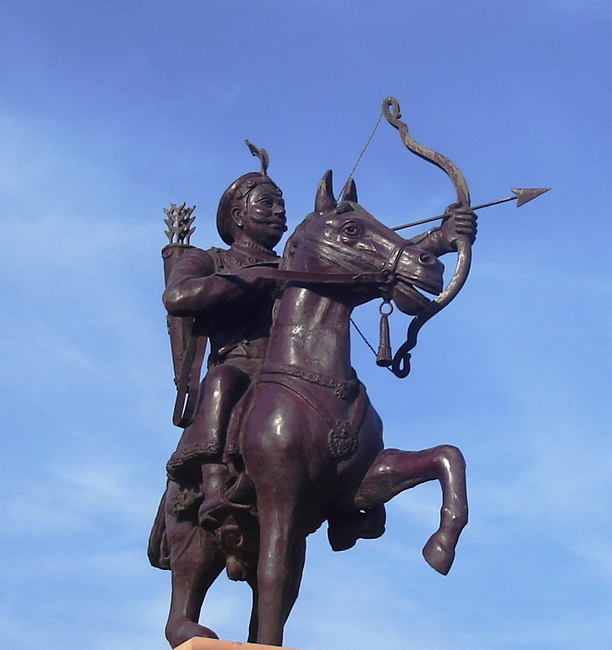
著名的普里色毗羅闍三世，位於阿傑梅爾的塑像。

- Vigraharaja I，734-759年
- Chandraraja I，759-771年
- Gopendraraja，771-784年
- Durlabharaja I，784-809年
- Govindaraja I，809-836年
- Chandraraja II，836-863年
- Govindaraja II，863-890年
- Chandanaraja，890-917年
- Vakpatiraja I，917-944年
- Simharaja，944-971年
- Vigraharaja II，971-998年
- Durlabharaja II，998-1012年
- Govindaraja III，1012-1026年
- Vakpatiraja II，1026-1040年
- Viryarama，1040年
- Chamundaraja，1040-1065年
- Durlabharaja III，1065-1070年
- Vigraharaja III，1070-1090年
- Prithviraja I，1090-1110年
- Ajayaraja II，1110-1135年
- Arnoraja，1135-1150年
- Jagaddeva，1150年
- Vigraharaja IV，1150-1164年
- Aparagangeya，1164-1165年
- Prithviraja II，1165-1169年
- Someshvara，1169-1178年
- 普里色毗羅闍三世，1178-1192年，又稱普里色毗羅闍·喬漢。
- Govindaraja IV，1192年
- Hariraja，1193-1194年

## 資料來源
- 《印度史》，[德]迪赫‧庫爾克 迪‧羅特蒙特著，王立新 周江江譯，中國青年出版社，ISBN 9787500682332
- 《印度史》，林承節著，人民出版社，ISBN 9787010040240
- 《印度古代史綱》，林承節著，光明日報出版社，ISBN 7-80145-355-7